# Nikanor (Ivanović)
Nikanor, nazwisko świeckie Ivanović (ur. 1825, zm. 1894 w Gorycji) – metropolita Czarnogóry i Przymorza w latach 1858–1860.

## Życiorys
Pochodził z Drniša, wykształcenie teologiczne uzyskał najpewniej w Zadarze. Tam też przed r. 1857 został podniesiony do godności archimandryty. Następnie przebywał w monasterze Savina. W 1857 czarnogórski książę Daniel I  wybrał go na sekretarza i wiceprzewodniczącego senatu Czarnogóry, a następnie na nowego metropolitę Czarnogóry i Przymorza. Urząd ten wakował od 1851, gdy zmarł ostatni hierarcha łączący godność metropolity ze świecką władzą w Czarnogórze – Piotr II Petrowić-Niegosz. Jego następca postanowił zmienić dotychczasowy ustrój państwa, by Czarnogóra mogła zostać uznana na arenie międzynarodowej za niepodległy kraj (dotąd roszczenia do jej terytorium zgłaszała Turcja, twierdząc, że metropolici-książęta sprawowali jedynie władzę duchowną). Decyzję tę poparła Rosja. Od śmierci Piotra II Petrowicia-Niegosza do chirotonii biskupiej Nikanora (Ivanovicia), jaka miała miejsce w 1858, w Czarnogórze nie było żadnego biskupa prawosławnego.
W 1860 książę Daniel zginął w zamachu i został pochowany w monasterze w Cetyni. Metropolita Nikanor nie pojawił się na jego pogrzebie, co stało się przyczyną usunięcia go z urzędu przez następcę księcia, Mikołaja I. Hierarcha udał się na Krym, a stamtąd do Włoch. Zmarł w 1894 w Gorycji.